# Cres
Cres (în italiană: Cherso; în latină: Crepsa) este un oraș în cantonul Primorje-Gorski kotar, Croația, având o populație de 2.879 de locuitori (2011).

## Demografie
Componența etnică a orașului Cres
     Croați (86,94%)
     Italieni (3,27%)
     Sârbi (2,81%)
     Bosniaci (1,39%)
     Necunoscut (1,15%)
     Neclasificat (2,95%)
Componența confesională a orașului Cres
     Catolici (82,81%)
     Fără religie și atei (4,48%)
     Ortodocși (3,33%)
     Musulmani (3,16%)
     Agnostici și sceptici (1,49%)
     Necunoscută (4,27%)
     Alte religii (0,45%)
Conform recensământului croat din 2011, orașul Cres avea 2.879 de locuitori. Din punct de vedere etnic, majoritatea locuitorilor (86,94%) erau croați, existând și minorități de italieni (3,27%), sârbi (2,81%) și bosniaci (1,39%). Apartenența etnică nu este cunoscută în cazul a 1,15% din locuitori. Din punct de vedere confesional, majoritatea locuitorilor (82,81%) erau catolici, existând și minorități de persoane fără religie și atei (4,48%), ortodocși (3,33%), musulmani (3,16%) și agnostici și sceptici (1,49%). Pentru 4,27% din locuitori nu este cunoscută apartenența confesională.